# Captain Fantastic and the Brown Dirt Cowboy
Captain Fantastic and the Brown Dirt Cowboy — музичний альбом Елтона Джона. Виданий 1975 року лейблами MCA Records та DJM Records. Загальна тривалість композицій становить 46:54. Альбом відносять до напрямку поп, рок. Альбом посідає 158-е місце у Списку 500 найкращих альбомів усіх часів за версією журналу Rolling Stone

## Композиції
1. Captain Fantastic and the Brown Dirt Cowboy — 5:46
2. Tower of Babel — 4:28
3. Bitter Fingers — 4:35
4. Tell Me When the Whistle Blows — 4:20
5. Someone Saved My Life Tonight — 6:45
6. (Gotta Get A) Meal Ticket — 4:01
7. Better Off Dead — 2:37
8. Writing — 3:40
9. We All Fall in Love Sometimes — 4:15
10. Curtains — 6:15

### Бонус-треки в перевиданні 1995
1. Lucy in the Sky with Diamonds (John Lennon & Paul McCartney) — 6:18
2. One Day At a Time (Lennon) — 3:49
3. Philadelphia Freedom — 5:23